# Зубов, Василий Павлович (купец)
Василий Павлович Зубов (1835—1889) — русский купец, предприниматель, меценат, коллекционер, потомственный почетный гражданин.
Был директором Московского отделения Русского музыкального общества, собиратель редких старинных инструментов Амати, Стардивари, Гварнери и Руджеро, положивших начало коллекции уникальных музыкальных инструментов России.

## Биография
Родился 20 января (1 февраля) 1835 года в городе Александрове Владимирской губернии в семье фабрикантов. Его дед — Степан Иванович — основал в Александрове красильно-набивную фабрику; он же, совместно с И. Ф. Барановым, в селе Карабаново построил текстильную фабрику — будущую «Троице-Александровскую мануфактуру», которая занималась крашением кумачей, набивкой платков и рубашечных ситцев.

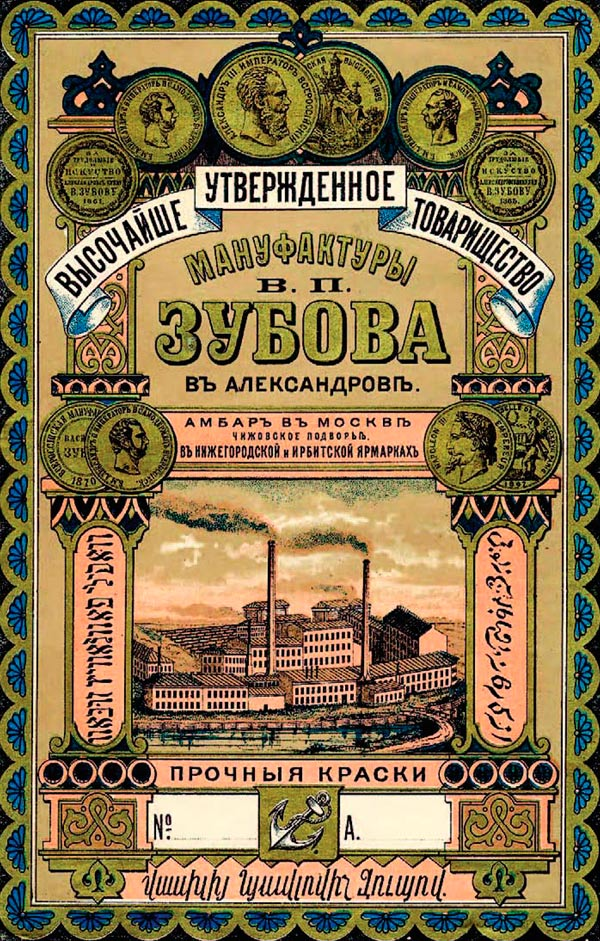
Бумажный ярлык Мануфактуры В. П. Зубова

Получив хорошее начальное образование, продолжил обучение в Мюльхаузене (Саксония), где изучал химию и красильное дело. В 1856 году он унаследовал Александровскую фабрику и торговал произведенным товаром в Москве. Он возглавлял фабрику вплоть до своей смерти в 1889 году. Его сын Павел, несмотря на защиту кандидатской диссертации по химии, не имел склонности к предпринимательству и после смерти отца фабрику продал. Предприятие впоследствии несколько раз меняло своих хозяев, и в советское время оно представляло собой комбинат «Искож».
В 1859 году Василий Павлович женился на Клавдии Алексеевне Полежаевой, и они стали жить в Москве на Большой Алексеевской улице. В 1869 году Василий Зубов выкупил имение Бутурлиных в селе Крутец, Александровского уезда Владимирской губернии, заново её отстроил и благоустроил. Здесь собиралось много гостей семьи Зубовых: купцы, музыканты, учёные. Имея хорошее образование, Василий Павлович Зубов хорошо разбирался также в искусстве — литературе, живописи, музыке. В 1884 году он был избран директором Московского отделения Русского музыкального общества; в следующем году на этом посту его сменил П. И. Чайковский. Много времени и сил В. И. Зубов посвятил коллекционированию смычковых музыкальных инструментов. После Октябрьской революции, в 1919 году, его коллекция была реквизирована и легла в основу Государственной коллекции уникальных музыкальных инструментов.

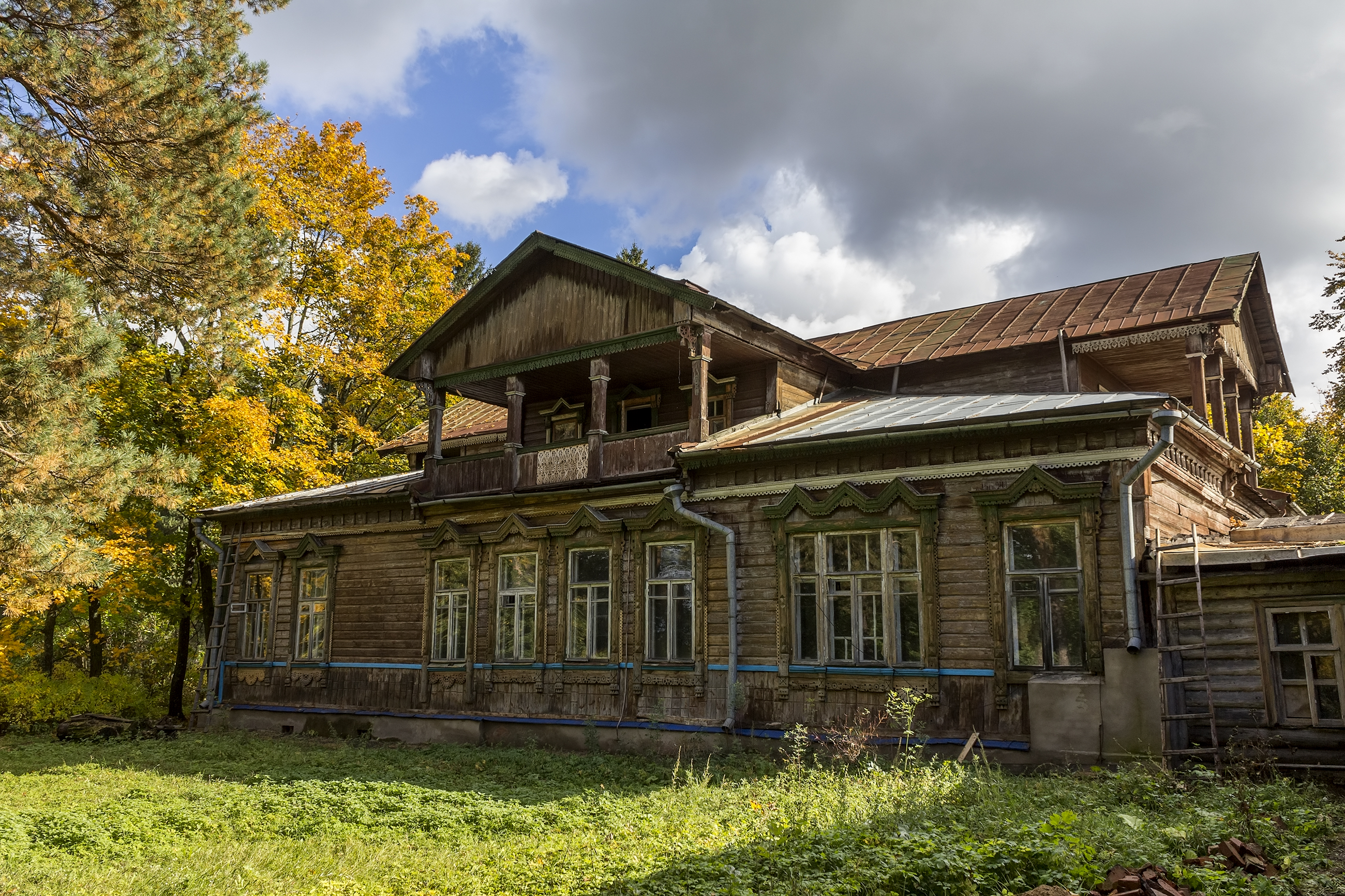
Главный дом усадьбы Бутурлиных-Зубовых в селе Крутец, 2012 год

Также Василий Павлович Зубов был известным в Александрове благотворителем. Некоторое время он был Александровским городским головой — время нахождения его на этой должности совпало с строительством железной дороги на Ярославль через Александров. Вместе с другими купцами ему удалось убедить императора Александра II изменить первоначальный план ‒ проложить эту дорогу через Переславль-Залесский. Для этого александровские купцы пожертвовали 100 тысяч рублей.
Умер 13 декабря 1889 года в родном городе.
В семье у Василия Павловича и Клавдии Алексеевны Зубовых родились дети: Александра (1860—1861), Павел (1862—1921), Любовь (1863—1923), Варвара (1865—1868), Алексей (1867—1867), Мария (1870—1870).